# Kansas
Kansas este unul din statele vestului mijlociu al Statelor Unite ale Americii (i.e. Midwestern United States în engleză), situat în partea centrală a părții continentale a Uniunii. Numele statului este omonim cu numele râului care îl străbate, Râul Kansas, care la rândul său provine din limba Sioux, Kansa, semnificând „Oameni ai vântului de sud”. Kansas a intrat în Uniune ca cel de-al treizeci și patrulea stat al acesteia la 29 ianuarie 1861. 
Plasat chiar în inima Statelor Unite continentale, Kansas este gazda centrului geografic al Statelor Unite. Din punct de vedere istoric, statul a fost locul de origine a multor nativi americani, care au vânat bizoni din timpuri imemoriale. Primii coloniști de origine europeană s-au stabilit în zonă la sfârșitul anilor 1840 și la începutul anilor 1850. Începând cu 1854, aboliționiști din Noua Anglie (New England), respectiv partizani ai sclaviei din statele învecinate, în special din Missouri, s-au grăbit a se stabili pe teritoriul de azi a statului pentru a înclina balanța sau nu în favoarea unui stat liber. În această perioadă, a primilor ani după 1854, Kansas-ul a fost mult mai bine cunoscut sub numele de Bleeding Kansas - i.e. Însângeratul Kansas, din cauza violenței și a haosului care au domnit la încleștarea pe viață și pe moarte dintre aceste forțe. Totuși, în 1861, în plină diviziune a Nordului și a Sudului, dată fiind confruntarea dintre Statele Unite ale Americii și Statele Confederate ale Americii, statul Kansas s-a alăturat Uniunii ca un stat liber. 
După Războiul Civil American, populația statului a explodat, așa după cum valuri succesive de imigranți au continuat să se stabilească aici, transformând întinderi enorme de prerie dezolată în grânare și fertile terenuri agricole. Astăzi, statul Kansas este unul dintre cele mai productive state agricole ale Statelor Unite și una dintre zonele lumii unde agricultura a atins cote extrem de înalte de productivitate și eficiență. Producția de grâu a Kansas-ului este remarcabilă nu numai intern, dar și internațional, fiind cea care astăzi „dă tonul” bursei mondiale a grâului. 

## Geografie

### Parcuri naționale și situri istorice:[1]
Zone sub administrația National Park Service includ:
- Brown v. Board Of Education National Historic Site în Topeka
- California National Historic Trail
- Fort Larned National Historic Site in Larned
- Fort Scott National Historic Site
- Lewis and Clark National Historic Trail
- Nicodemus National Historic Site at Nicodemus
- Oregon National Historic Trail
- Pony Express National Historic Trail
- Santa Fe National Historic Trail
- Tallgrass Prairie National Preserve lângă Strong City

### Vecini
- Oklahoma (Sud)
- Missouri (Est)
- Nebraska (Nord)
- Colorado (Vest)

## Demografie

### 2010
Populația totală a statului în 2010: 2,853,118

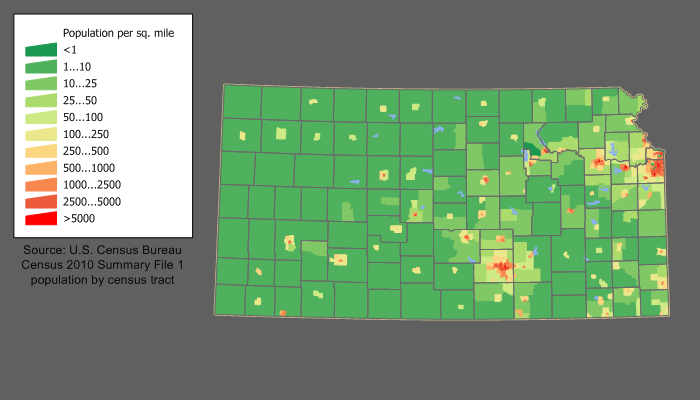
Densitatea populației statului Kansas

Structura rasială în conformitate cu recensământul din 2010:
- 83.8% Albi (2,391,044)
- 5.9% Negri (167,864)
- 1.0% Americani Nativi (28,150)
- 2.4% Asiatici (67,762)
- 0.1% Hawaieni Nativi sau locuitori ai Insulelor Pacificului (2,238)
- 3.0% Două sau mai multe rase (85,933)
- 3.8% Altă rasă (110,127)
- 10.5% Hispanici sau Latino (de orice rasă) (300,042)

### Limba vorbita
Spaniola este a doua cea mai vorbita limba în rândul populaței dupa engleză.

### Religia[3]
- Creștini: 76%
  - Protestanți: 57%
  - Catolici: 18%
  - Ortodocși creștini:<1%
  - Mormoni: 1%
  - Martorii lui Iehova: 1%
  - Alte tipuri de creștinism :<1%
- Evrei:<1%
- Musulmani: 1%
- Budiști: 1%
- Hinduși: <1%
- Alte religii: 2%
- Fără religie :20%
- Nu știu:<1%